# Wilhelm von Conches

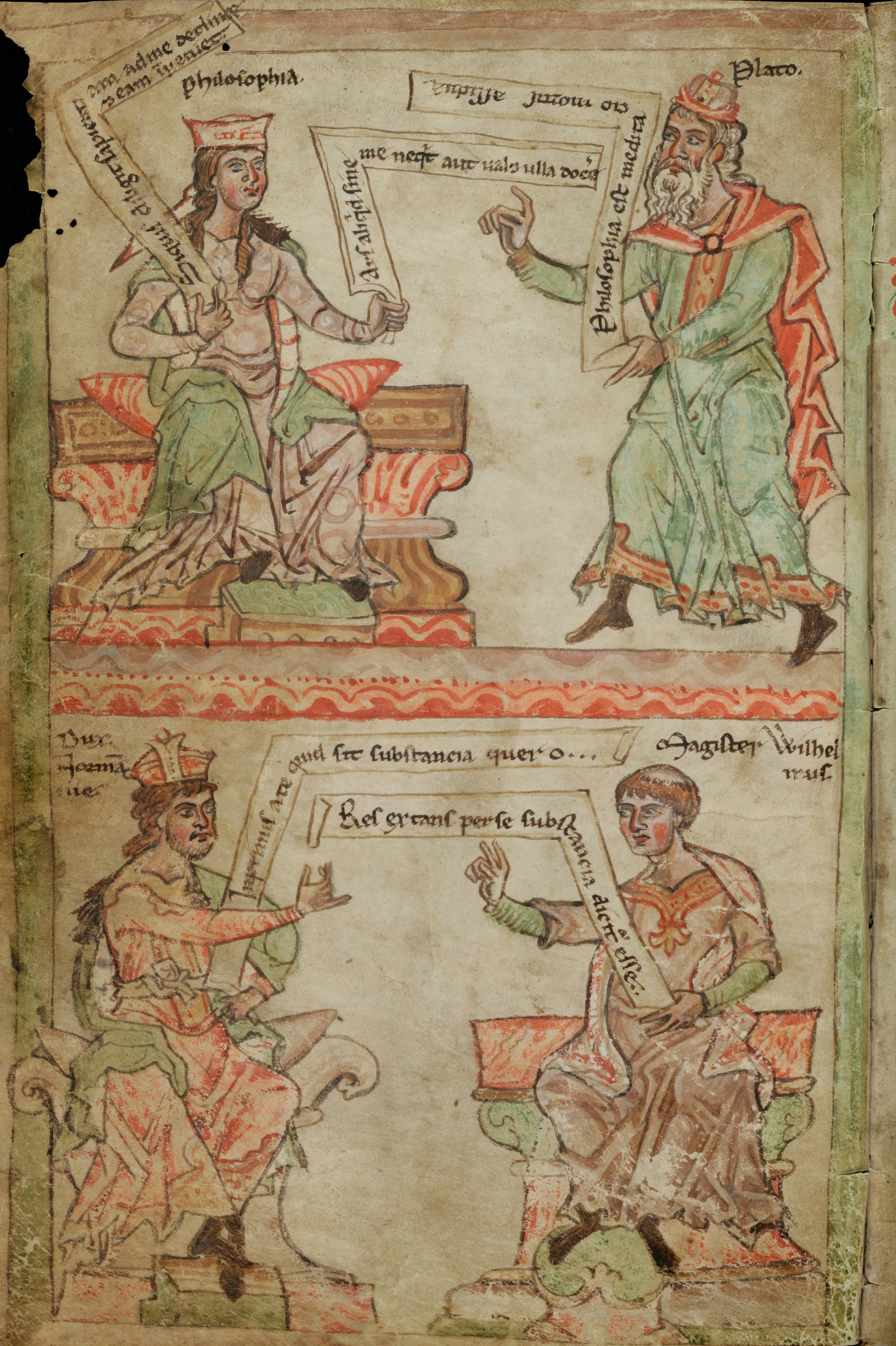
Wilhelm von Conches (unten rechts) und Gottfried Plantagenet (unten links) in einer Handschrift des 13. Jahrhunderts

Wilhelm von Conches (lateinisch Guilelmus de Conchis; * um 1080/90 in Conches-en-Ouche in der Normandie; † nach 1154) war ein mittelalterlicher Philosoph. Er gehörte zu der als „Schule von Chartres“ bezeichneten Gelehrtengruppe.
Wilhelms Hauptinteresse galt der Naturphilosophie, insbesondere der Kosmologie; auf diesem Gebiet erarbeitete er eine systematische Gesamtdarstellung des Wissens seiner Zeit. Bei der Erklärung der Weltentstehung und der Naturvorgänge griff er auf antike Vorstellungen zurück, vor allem auf das kosmologische Modell von Platons Dialog Timaios. Er versuchte seine platonisch geprägte Naturphilosophie mit dem biblischen Weltbild in Einklang zu bringen. Widersprüche, auf die er dabei stieß, entschärfte er, indem er die Schilderung in der Bibel als nicht wörtlich zu verstehende Allegorie deutete. Sein Verständnis des Menschen als in die Natur eingebundenes Naturwesen, das als solches (also nicht nur unter heilsgeschichtlichen Gesichtspunkten) zu erforschen sei, war richtungsweisend für die philosophische Anthropologie der Folgezeit. Mit seinen für damalige Verhältnisse kühnen Ideen erregte er aber auch heftigen Widerspruch.

## Leben
Über Wilhelms Leben ist wenig bekannt. Er erwähnt, dass er normannischer Herkunft war. Wahrscheinlich studierte er in Paris und in Chartres, wo er wohl ein Schüler des berühmten Gelehrten Bernhard von Chartres war. Ab etwa 1120 war er als Lehrer an der Kathedralschule von Chartres tätig, wo er sich hohes Ansehen erwarb. Johannes von Salisbury, ein Schüler Wilhelms, nannte ihn den bedeutendsten Grammatiker nach Bernhard von Chartres. In den späten vierziger Jahren stand er im Dienst von Gottfried Plantagenet, des Grafen von Anjou und Herzogs der Normandie, und war als Erzieher von Gottfrieds Sohn, des künftigen Königs Heinrich II. von England, tätig. 1154 wurde er letztmals erwähnt, sein weiteres Schicksal ist unbekannt.

Anfang der Philosophia Wilhelms in einer Handschrift des 12. Jahrhunderts

## Werke
Wilhelm trat vor allem als Verfasser naturphilosophischer Schriften hervor, in denen er kosmologische und physikalische mit anthropologischen Ausführungen verband. Seine Werke auf diesem Gebiet sind die um 1124/1130 entstandene Philosophia (auch: Philosophia mundi) und das zwischen 1147 und 1149 verfasste Dragmaticon (auch: Dragmaticon philosophiae). Die Philosophia ist in vier Bücher gegliedert. Das erste behandelt die unsichtbare Welt (Gott, die Weltseele, Dämonen und Einzelseelen, die Entstehung der Welt), das zweite die Astronomie, im dritten und im vierten wird eine Vielfalt von Themen vorwiegend aus Geographie, Meteorologie und Anthropologie erörtert. Im Dragmaticon korrigiert Wilhelm Auffassungen, die er früher vertreten hat und nunmehr für unzutreffend hält. Dieses Werk hat die Form eines Dialogs zwischen dem Herzog (Wilhelms Gönner Gottfried Plantagenet), der Fragen stellt, und einem antwortenden Philosophen, der auf dem Standpunkt des Autors steht.
Daneben schrieb er eine Reihe von Kommentaren zu damals beliebten Werken antiker Autoren: zur Consolatio philosophiae des Boethius, zu Platons naturphilosophischem Dialog Timaios, zu Priscians Grammatiklehrbuch Institutio sowie zu Macrobius’ Kommentar zu Ciceros Somnium Scipionis. Wahrscheinlich kommentierte er auch das Werk De nuptiis Philologiae et Mercurii des Martianus Capella und Boethius’ De institutione musica. Ein ihm früher zugeschriebener Kommentar zu Juvenals Satiren wird heute nicht mehr als echt angesehen, doch scheint er Material aus einem verlorenen Juvenal-Kommentar Wilhelms zu enthalten.
Ob Wilhelm auch das Moralium dogma philosophorum, eine Sammlung (Florileg) von Aussagen philosophischer Autoritäten zur Ethik, verfasst hat, ist umstritten. Die dort zusammengestellten Sprüche, die hauptsächlich von Cicero und Seneca stammen, sind systematisch geordnet, wobei der Aufbau von Ciceros Schrift De officiis zum Vorbild diente. Nur vereinzelte Zitate stammen von christlichen Autoritäten. Das Anliegen des Autors ist die Betrachtung des Tugendhaften (der vier Kardinaltugenden) und des Nützlichen und des Konflikts zwischen ihnen.
Charakteristisch für Wilhelm ist seine intensive Rezeption antiker und arabischer Literatur. Sie brachte ihm in der Moderne die Bezeichnung „Humanist“ ein, deren Anwendung auf Persönlichkeiten des 12. Jahrhunderts jedoch problematisch ist. Im Gegensatz zu den meisten Renaissance-Humanisten beurteilte Wilhelm die Rhetorik negativ, da er eine Überbewertung ästhetischer Gesichtspunkte gegenüber der inhaltlichen Qualität eines Textes für schädlich hielt.

## Lehre
Wilhelms Neigungen entsprechen der allgemeinen Ausrichtung der philosophischen Gruppe oder Strömung, die in der modernen Forschung als „Schule von Chartres“ bezeichnet wird. Inwieweit es sich tatsächlich um eine Schulrichtung mit spezifischen inhaltlichen Merkmalen handelt, ist allerdings umstritten. Als einer der Hauptvertreter dieser durch gemeinsame Interessen gekennzeichneten Gelehrtengruppe ist Wilhelm Platoniker, zeigt ein starkes Interesse an naturkundlichen und naturphilosophischen Fragen und setzt sich besonders mit Problemen der Kosmologie auseinander, wobei er sich an Platons Timaios orientiert.

### Naturphilosophie und Naturkunde
Wilhelm will, wie er selbst schreibt, die Gründe aller Phänomene herausfinden. Dabei geht er von der Annahme aus, dass die Welt seit ihrer Erschaffung durch Gott ein geordnetes System ist, dessen Prozesse nach ihren eigenen inneren Gesetzen ablaufen. Daraus ergibt sich für ihn, dass die Kausalitäten, welche die Naturvorgänge bestimmen, mit der Vernunft erforschbar und erklärbar sind. Mit Heftigkeit wendet er sich gegen nicht namentlich genannte Gegner, die solche Fragestellungen für vermessen und glaubenswidrig halten.
In der Physik tritt er für eine Theorie der Elemente ein, wonach die vier Elemente (Erde, Wasser, Luft und Feuer) die fundamentalen Bestandteile aller Dinge sind. Sie sind qualitativ einfach und quantitativ am kleinsten von allem. In den Dingen kommen sie jedoch nicht in reiner Form, sondern stets gemischt vor. Wilhelm unterscheidet zwischen der ursprünglichen formlosen, nicht differenzierten Materie, die jede Form oder Eigenschaft aufnehmen kann, und der geformten Materie, welche in Gestalt von unterschiedlichen Mischungen von Elementen auftritt. Eine Gleichsetzung der Elemente mit der jeweiligen Gesamtheit ihrer Eigenschaften lehnt er ab. Die Elemente bilden für ihn die absolute Grenze der Teilbarkeit eines jeden Körpers. Mit dieser Hypothese einer Quantelung der Materie widerspricht er – ohne dies einzuräumen – der Autorität des Boethius, der eine beliebige Teilbarkeit angenommen hatte.
Die Elemente sind nach Wilhelms Lehre anfänglich von Gott erschaffen worden. Daraus hat sich dann im Rahmen der ebenfalls von Gott stammenden Naturgesetze die weitere Entfaltung des Kosmos ohne erneutes Eingreifen Gottes ergeben. Die einzelnen Schöpfungswerke deutet Wilhelm mechanistisch – er spricht auch ausdrücklich von einer „Weltmaschine“ – als Folge des Zusammentreffens der Eigenschaften der Elemente bzw. ihrer verschiedenen Mischungen mit den Einwirkungen von Wirkkräften. Die Wirkkräfte zeigen sich in den Vorgängen der Verdichtung und Erwärmung, Verdunstung und Abkühlung, in denen Wilhelm die fundamentalen physikalischen Wirkprinzipien sieht. Eine zentrale Rolle in diesen Prozessen weist Wilhelm dem „dichten Dampf“ (spissus fumus) zu. In diesem Sinne führt er die Temperamente der einzelnen Tierarten auf die jeweilige Mischung der Elemente zurück; beispielsweise ist der Löwe wegen Überwiegens des Feuerelements cholerisch. Als unmittelbaren Verursacher der stets gleichen Naturvorgänge betrachtet Wilhelm nicht Gott, sondern die wirkende Natur (natura operans). Auch den Menschen fasst er hinsichtlich der Körperlichkeit als Naturprodukt auf; die Seele jedoch hält er gemäß der Kirchenlehre für von Gott eingegeben.
Mit diesen Annahmen legt er die philosophische Basis für eine Weltdeutung, welche empirisch begründete naturwissenschaftliche Aussagen mit spekulativen naturphilosophischen Hypothesen über nicht Beobachtbares verbindet. Seine Elementenlehre betrachtet er als Neuerung; er weist darauf hin, dass keiner der früheren Autoren eine sorgfältige Untersuchung des Problems der Elemente unternommen habe.
In seinen naturphilosophischen Schriften behandelt Wilhelm den Himmel, die Himmelskörper und die Erde, Pflanzen und Tiere und besonders eingehend meteorologische Phänomene. Er befasst sich mit Hagelschauern und Schnee, Donner und Blitz, der Flut und dem Ursprung der Winde. Besondere Beachtung schenkt er der Anthropologie. Dabei kommt es ihm darauf an, den Menschen nicht nur im Hinblick auf die Seele, sondern auch hinsichtlich der physiologischen Konstitution (naturalia) zu betrachten. Damit kommt der Mensch, insoweit er ein „Naturding“ ist, unter naturphilosophischen Gesichtspunkten als Untersuchungsobjekt ins Blickfeld. Konkret geht es um sein „tägliches Erschaffenwerden“ (cotidiana creatio), seine Gestaltung, seine Geburt, seine Altersstufen, seine Organe und ihre Funktionen. Wilhelm gehört zu den Pionieren einer neuen geistesgeschichtlichen Strömung, die solche Themen in den Vordergrund stellt, da sie den Menschen als Teil der Natur auffasst. Er ist einer der ersten lateinischsprachigen Gelehrten des Mittelalters, die sich arabisches Wissen über Anatomie und Physiologie zunutze machen. Er hat Zugang zu lateinischen Übersetzungen von Werken griechischer, arabischer und hebräischer Autoritäten über medizinische und naturkundliche Themen.

### Natürliche und positive Gerechtigkeit
Als das Thema des Timaios bezeichnet Wilhelm die göttliche Weltordnung, die man am deutlichsten anhand des Schöpfungsvorgangs erkennen könne. Er charakterisiert sie als „natürliche Gerechtigkeit“ (iusticia naturalis) im Gegensatz zur von Menschen erfundenen „positiven Gerechtigkeit“ (iusticia positiva). „Gerechtigkeit“ definiert er als die Kraft, die jedem Ding seinen angemessenen Rang zuteilt. Die natürliche Gerechtigkeit sei in den Gesetzmäßigkeiten der Natur, in der Harmonie der natürlichen Bewegungsabläufe erkennbar. Sie zeige sich im Lauf der Himmelskörper ebenso wie in der einträchtigen Verbindung der Elemente oder in der Elternliebe. Die von ihr bewirkte Ausgewogenheit in der Natur sei Vorbild für die positive Gerechtigkeit, die Rechtssetzung der Staatslenker, welche die Kräfte der Menschen so aufeinander abstimme, dass keiner den anderen schädigt oder beraubt. Die Kraft und den Nutzen der natürlichen Gerechtigkeit könne man durch die Lektüre des Timaios erkennen; der Forscher suche und finde in der Welt die göttliche Güte, dann liebe er sie und ahme sie infolgedessen nach. Solche Überlegungen rechtfertigen für Wilhelm die Naturforschung, die zur Erkenntnis des göttlichen Wirkens in der sichtbaren Welt verhelfe, und dienen als Begründung für sein Forschungsprogramm. Auf diesem Weg erfährt die wissenschaftliche Naturbetrachtung als Aufgabe des Menschen eine immense Aufwertung.

### Theologische Problematik
Das für damalige Verhältnisse Neuartige und Anstößige ist, dass Wilhelm sich bei seiner Darstellung der Entfaltung des Kosmos nicht einfach konsequent an den biblischen Schöpfungsbericht hält, sondern die Schöpfungsgeschichten der Bibel mit der Darstellung der Weltentstehung im Timaios interpretierend in Einklang zu bringen versucht. Im Rahmen dieser Bemühungen bringt er die platonische Weltseele vorsichtig mit dem Heiligen Geist in Verbindung. Dies trägt ihm den Vorwurf ein, den Heiligen Geist mit der Weltseele zu identifizieren – eine theologisch anstößige Vorstellung, denn der Heilige Geist ist nach dem christlichen Glauben eine Person der göttlichen Dreifaltigkeit und als solche ungeschaffen, die Weltseele hingegen nach Wilhelms eigenem Verständnis ein Teil der Schöpfung. Die Zweigeschlechtlichkeit der ersten Menschen erklärt Wilhelm durch unterschiedliche Zusammensetzung ihrer Körpermaterie; den biblischen Mythos von der Erschaffung Evas aus der Rippe Adams fasst er als ein nicht wörtlich zu verstehendes Gleichnis auf.
Heftige Kritik an Wilhelms Ansichten übte der Theologe Wilhelm von Saint-Thierry, der auch zu den prominenten Gegnern des Petrus Abaelardus zählte. In einem langen Brief an Bernhard von Clairvaux griff er Wilhelms Philosophia an und beschuldigte ihn, die Ansichten Abaelards zu teilen. Bernhard scheint nicht darauf reagiert zu haben. Ein zentraler Konfliktbereich war die Schöpfungslehre, wobei neben der Einbeziehung des Weltseele-Konzepts besonders Wilhelms Deutung der Erschaffung der Frau beanstandet wurde. Wilhelm entschärfte den Konflikt, indem er besonders provozierende Formulierungen widerrief und sich im Dragmaticon auf eine weniger angreifbare Position zurückzog. Dort ist von der Weltseele nicht mehr die Rede – wohl auch weil Wilhelm Unstimmigkeiten in seiner früheren Theorie bemerkt hatte.

## Rezeption
Die reiche handschriftliche Überlieferung zeugt von der intensiven Rezeption von Wilhelms naturphilosophischen Schriften; von der Philosophia sind mehr als 40 Handschriften bekannt, vom Dragmaticon 73 Handschriften (darunter 11, die nur Auszüge enthalten). Petrus Helie (Helias) stützte sich in seiner Summa super Priscianum stark auf Wilhelms Priscian-Kommentar, ohne diese Quelle zu nennen. Die in der Philosophia und im Timaios-Kommentar dargelegte optische Theorie beeinflusste Guillaume de Lorris, den Autor des Rosenromans, der sie für seine Zwecke adaptierte. Das Dragmaticon wurde ins Hebräische und ins Katalanische übersetzt. Der Boethius-Kommentar wurde richtungweisend; Nikolaus Trevet, der einflussreichste spätmittelalterliche Boethius-Kommentator, schöpfte daraus.

## Ausgaben
- Gregor Maurach (Hrsg.): Wilhelm von Conches: Philosophia. University of South Africa, Pretoria 1980, ISBN 0-86981-094-4 (mit deutscher Übersetzung)
- Italo Ronca (Hrsg.): Guillelmi de Conchis dragmaticon philosophiae. Brepols, Turnhout 1997, ISBN 2-503-04521-9 (enthält zusätzlich eine kritische Ausgabe der Summa de philosophia in vulgari, der mittelalterlichen katalanischen Übersetzung des Dragmaticon)
- Lodi Nauta (Hrsg.): Guillelmi de Conchis glosae super Boetium. Brepols, Turnhout 1999, ISBN 978-2-503-04581-8
- Édouard Jeauneau (Hrsg.): Guillelmi de Conchis glosae super Platonem. 2. Auflage, Brepols, Turnhout 2006, ISBN 978-2-503-05039-3 (überarbeitete Fassung der ersten Auflage Paris 1965)
- Édouard Jeauneau (Hrsg.): Gloses de Guillaume de Conches sur les „Institutiones“ de Priscien. Prologue et début des gloses. In: Édouard Jeauneau: „Lectio philosophorum“. Recherches sur l’École de Chartres. Hakkert, Amsterdam 1973, ISBN 90-256-0606-7, S. 366–370 (Teilausgabe)
- Karin Margareta Fredborg: Some Notes on the Grammar of William of Conches. In: Cahiers de l’Institut du Moyen-Âge Grec et Latin 37, 1981, S. 21–41 (S. 29–40 Edition von Auszügen aus Wilhelms Priscian-Kommentar)
- Irène Rosier: Le commentaire des Glosulae et des Glosae de Guillaume de Conches sur le chapitre De Voce des Institutiones Grammaticae de Priscien. In: Cahiers de l’Institut du Moyen-Âge Grec et Latin 63, 1993, S. 115–144 (S. 131–144 Edition von Auszügen aus Wilhelms Priscian-Kommentar)
- Peter Dronke: Fabula. Explorations into the Uses of Myth in Medieval Platonism. Brill, Leiden 1985, ISBN 90-04-07715-4 (enthält S. 68–78 Auszüge aus Wilhelms Macrobius-Kommentar)

## Übersetzungen
- Italo Ronca, Matthew Curr (Übersetzer): William of Conches: A Dialogue on Natural Philosophy (Dragmaticon Philosophiae). University of Notre Dame Press, Notre Dame 1997, ISBN 978-0-268-00881-9